# Luna Alcalay
Luna Alcalay (* 21. Oktober 1928 in Zagreb; † 9. Oktober 2012 in Wien) war eine österreichische Komponistin und Pianistin. 

## Leben und Wirken
Luna Alcalay kam als Tochter eines altösterreichischen jüdischen Textilkaufmanns aus gutbürgerlichen Verhältnissen und erhielt früh in einem privaten Rahmen Klavierunterricht von Svetislav Stančić. Seit ihrer Jugend war sie als Pianistin, Komponistin Autorin und Malerin künstlerisch aktiv. Im Jahr 1947 begann sie ein Studium an der Musikhochschule Zagreb, doch wanderte die Familie schon im folgenden Jahr nach Israel aus. In Tel Aviv wurde sie von Leo Kestenberg unterrichtet.
1951 kam Luna Alcalay nach Wien, um an der Musikakademie, der heutigen Universität für Musik und darstellende Kunst Wien, bei Alfred Uhl Kompositionstechnik und bei Bruno Seidlhofer Klavier zu studieren. Alfred Uhl brachte ihr die Musik von Luigi Nono nahe, die sie nachhaltig beeindruckte und beeinflusste. Davon angeregt nahm sie an den Darmstädter Ferienkursen teil um die Musik von Nono und anderen Avantgardisten kennenzulernen. Hier beeindruckte sie als Lehrender besonders Bruno Maderna. Dieser dirigierte 1968 die Uraufführung von Alcalays Chorwerk Una Strofa di Dante in Wien.
Ab 1959 unterrichtete Alcaly bei den Wiener Sängerknaben. Im Jahr 1963 erhielt sie an der heutigen Universität für Musik eine Professur für das Fach „Klavier für Komponisten“.
Luna Alcalays Musik war zunächst von der seriellen Kompositionsweise nach René Leibowitz geprägt, doch rückte sie von deren strikten Anwendung allmählich ab und kam in den 1970er Jahren mit Stücken wie New point of view zu einer Technik, in der auch aleatorische Passagen eine Rolle spielen und Instrumente auf eine von der Tradition abweichende Art zum Einsatz kommen.
Besonders in ihrem Schaffen der 1970er und 1980er Jahre spielt bei Alcalay der Text eine bedeutende Rolle. Sie komponierte Opern, Chor-, Ensemble- und Solostücke. Auch gibt es Werke, in denen männliche und weibliche Stimmen beim gesprochenen Textvortrag von Instrumenten begleitet werden. Mit Kompositionen wie homo sapiens finden sich auch Beispiele von Radiophonie. Sie vertonte verschiedene Lyriker, darunter Else Lasker-Schüler.
Sie widmete Jan Palach, der sich 1969 in Prag aus Protest gegen die Niederschlagung des Prager Frühlings und gegen den Einmarsch der Truppen des Warschauer Pakts in die Tschechoslowakei selbst verbrannte, eine Oper.
Als ihr wichtigstes Werk betrachtete Luna Alcalay die international beachtete 1984 ausgeführte Komposition Ich bin in Sehnsucht eingehüllt, in der sie auf szenische Weise über Gedichte von Selma Meerbaum-Eisinger reflektiert. Diese jüdische Lyrikerin starb 1942 in einem Zwangsarbeitslager in der Ukraine.

## Auszeichnungen
- 1972: Internationaler IGNM-Wettbewerb Italien
- 1973: Erster Preis im Kompositions-Wettbewerb des ORF-Landesstudios Steiermark
- 1973: Ehrenpreis der Stadt Wien
- 1992: Preis der Stadt Wien für Musik[2]

## Werke (Auswahl)

### Ensemblemusik
- streichquartett (1957)[3]
- aspekte – für zwei Klaviere und Schlagzeug (1962)[3]
- signals – für Kammerensemble (1964)[3]
- trio – für Altsaxophon, Kontrabass und Schlagzeug (1964)[3]
- night-club pieces – für Jazz-Quintett (1966)[3]
- umwertungen 2 – (revaluations) für Flöte, Klarinette, Horn, Violine, Viola und Kontrabass (1971)[3]
- platitudes en occasion – für Vokalisten, Streichquintett und Schlagzeug (1972)[3]
- (m)any dreams formations – Streichquartett Nr. 2 (1973)[3]
- tre canzone semplice – für gemischten Chor und Streichtrio, elektrisch verstärkt, Text: Else Lasker-Schüler (1978)[3]
- summa summarum – für Streichoktett (1978)[3]
- signe vehicle – für Stimme (Tenor) und Kammerensemble (1980)[3]
- un sogno à tre – für Flöte, Harfe, Viola (1990)[3]
- l’interieur des pensées – Streichquartett Nr. 3 (1991)[3]
- transparenzen – für Klavier, Violine und Cello (1995)[3]
- relatif à la sonorité – für Streichtrio (1998)[3]
- incontri per tre – für Flöte, Klarinette, Cello (2001)[3]
- a game for two – für 2 Schlagzeugspieler (2007)[3]

### Solomusik
- fünf zweistimmige studien – für Klavier (1955)[3]
- mechanical systems I-V – für Klavier (1964)[3]
- triple fusion – für Klavier (1964)[3]
- Syntax – für einen Schlagzeugspieler (1997)[3]
- bagatellen für Klavier – (Alle Wege führen nach Rom) (1999)[3]

### Opern
- antigonenmodell – Studienoper nach Bertolt Brecht/Caspar Neher (1958)[3]
- der übergangene mensch – Szenisches Werk (1965/1996)[3]
- Jan Palach – Oper nach dem gleichnamigen Theaterstück von Erwin Sylvanus (1982)[3]

### Kammermusik
- identitäten – für Bläser und Streicher (1962)[3]
- perzeptionen – für zwölf Spieler (1965)[3]
- identifications – Passagen für Streicher (1970)[3]
- en dialogue – für Bariton, Sopran und Kammerensemble nach einem dalmatinischen Liebeslied aus dem 16. Jahrhundert (1971)[3]
- new point of view – für Kammerensemble (1972)[3]
- organisationen – für 4 Gruppen (1972)[3]
- drei serenaden – für Sprecher und Kammerensemble, Text: Isaac Babel (1973)[3]
- I like – Akustisches mit Kommentaren. Slapstick for musicians (1974)[3]
- noli me tangere – für Stimme (Tenor) und Kammerensemble (1980)[3]
- blasphemische ouvertüren – (nachrichten, nachrichten) (1980)[3]
- i visioni di lionardo – per voce e l’orchestra, Text: Leonardo da Vinci (1980)[3]
- en circuit – (Der alte Friedhof in Prag) für Mezzosopran und Kammerensemble (1992)[3]
- im zeichen des januskopfes – (bipolare signaturen für das janus-ensemble) (1997)[3]